# 1954 a filmművészetben

## Események
- február 1. – Marilyn Monroe meglátogatja a koreai háborúban harcoló amerikai katonákat
- május 2. – A New York Times közzéteszi Robert Bresson levelét, melyben panaszt emel az amerikai filmforgalmazókra. Az Egy plébános naplója című filmjét Amerikában annyira megnyirbálták, hogy érthetetlenné vált. A lap kommentjében hozzáfűzi, hogy az európai filmek tempója az amerikai közönségnek túl lassú.
- május 12. – A Marx testvérekből Zeppo Marx elválik feleségétől, Marion Benda színésznőtől.
- Truffaut a Cahiers du Cinéma című lapban síkra száll a szerzői filmért, melyben szabadon kibontakozhat a rendező egyénisége.
- Az év magyar filmes termése professzionális kommersz műveket teremt, jóképű színészekkel és kellemes slágerzenékkel. Az esztendő legmaradandóbb alkotása Makk Károly Liliomfi című filmje.

## Sikerfilmek
Észak Amerika
1. White Christmas, főszereplő Bing Crosby, Danny Kaye és Rosemary Clooney – rendező Kertész Mihály
2. Zendülés a Caine hadihajón, főszereplő Humphrey Bogart, José Ferrer, Van Johnson, Fred MacMurray és Lee Marvin – rendező Edward Dmytryk
3. The Egyptian – rendező Kertész Mihály
4. Hátsó ablak, főszereplő James Stewart, Grace Kelly, Thelma Ritter, Wendell Corey és Raymond Burr – rendező Alfred Hitchcock
5. Némó kapitány, főszereplők James Mason, Kirk Douglas, Paul Lukas és Peter Lorre – rendező Richard Fleischer

## Magyar filmek
- 2×2 néha 5 - rendező Révész György
- Ami megérthetetlen – rendező Gertler Viktor
- A bűvös szék – rendező Gertler Viktor
- Egy kiállítás képei, rövid – rendező Jancsó Miklós
- Emberek! Ne engedjétek!, rövid – rendező Jancsó Miklós
- Életjel – rendező Fábri Zoltán
- Éltető Tisza-víz, rövid – rendező Jancsó Miklós
- Én és a nagyapám – rendező Gertler Viktor
- és újra mosolyognak – rendező Mészáros Márta
- Fel a fejjel – rendező Keleti Márton
- Galga mentén, rövid – rendező Jancsó Miklós
- Helytálltak – rendező Rényi Tamás
- Kék vércsék erdejében – rendező Homoki Nagy István
- Liliomfi – rendező Makk Károly
- Ősz Badacsonyban, rövid – rendező Jancsó Miklós
- Pixi és Mixi a cirkuszban – rendező Keleti Márton
- Rokonok – rendező Máriássy Félix
- Rákóczi hadnagya – rendező Bán Frigyes
- Simon Menyhért születése – rendező Makk Károly
- Ugyanaz férfiban – rendező Palásthy György

## Dijak, fesztiválok
Oscar-díj (március 25.)
- Film:Most és mindörökké
- Rendező – Fred Zinnermann – Most és mindörökké
- Férfi főszereplő – William Holden – A 17-es fogolytábor
- Női főszereplő – Audrey Hepburn – Római vakáció

1954-es cannes-i filmfesztivál
Velencei Nemzetközi Filmfesztivál (augusztus 28-szeptember 9.)
- Arany Oroszlán: Rómeó és Júlia – Renato Castellani
- Ezüst Oroszlán: A rakparton – Elia Kazan és A hét szamuráj – Kuroszava Akira és Országúton – Federico Fellini
- Férfi főszereplő: Jean Gabin – Az utolsó akció
- Női főszereplő – nem adták ki

Berlini Nemzetközi Filmfesztivál (június 18–29.)
- Közönségszavazat: Arany Medve – Hobsen és lányai
- Ezüst Medve:Kenyér, szerelem, fantázia – Luigi Comencini
- Bronz Medve: A pártütő – Léo Joannon

## Filmbemutatók
- The Belles of St. Trinian's – rendező Frank Lauder
- Brigadoon – rendező Vincente Minnelli
- Casanova's Big Night – főszereplő Bob Hope, rendező Norman Z.McLeod
- Csillag születik – rendező George Cukor
- The Dam Busters – rendező Michael Anderson
- Demetrius and the Gladiators – rendező Delmer Daves
- Doctor in the House, főszereplő Dirk Bogarde, rendező Ralph Thomas
- Dragnet – rendező Jack Webb
- Gate of Hell – rendező Teinosuke Kinugasa
- Godzilla – rendező Ishiro Honda
- Gyilkosság telefonhívásra – rendező Alfred Hitchcock
- A hét szamuráj – rendező Kuroszava Akira
- The High and the Mighty – főszereplő John Wayne, rendező William A.Wellman
- Hobson's Choice – főszereplő Charles Laughton és John Mills, rendező David Lean
- An Inspector Calls – rendező Guy Hamilton
- King Richard and the Crusaders – főszereplő Rex Harrison, rendező David Butler
- Kopogd le a fán! - főszereplő Danny Kaye, Mai Zetterling, rendező Melvin Frank és Norman Panama
- The Long, Long Trailer – rendező Vincente Minnelli
- Monster from the Ocean Floor – rendező Wyott Ordung
- Országúton – rendező Federico Fellini
- A rakparton – főszereplő Marlon Brando, rendező Elia Kazan
- Sabrina – főszereplő Humphrey Bogart, Audrey Hepburn, rendező Billy Wilder
- Sansho the Bailiff – rendező Kendzsi Mizogucsi
- Seven Brides for Seven Brothers – rendező Stanley Donen
- Three Coins in the Fountain – rendező Jean Negulesco
- Némó kapitány (20000 Leagues under the Sea) – főszereplő Kirk Douglas, James Mason, rendező Richard Fleischer
- Vörös és fekete – rendező Claude Autant-Lara, főszereplő Danielle Darrieux, Gérard Philipe
- Szerelmi lecke – rendező Ingmar Bergman

## Rövidfilm sorozatok
- Popeye, a tengerész (1933–1957)
- Tom és Jerry (1940–1958)

## Születések
- január 1. – Helen Wellington-Lloyd, színésznő
- január 13. – Dér András, rendező
- január 6. – Anthony Minghella, rendező
- február 17. – Rene Russo, színésznő
- március 4. – Catherine O’Hara, színésznő
- július 30. – Novák Emil, operatőr
- június 19. – Kathleen Turner, színésznő
- június 22. – Freddie Prinze, színész, humorista
- július 19. - Papadimitriu Athina, színésznő
- augusztus 4. – Udvaros Dorottya, színésznő
- augusztus 16. – James Cameron, amerikai filmrendező
- szeptember 23. – Giovanni Lombardo Radice (John Morghen), színész
- október 3. – Catriona MaColl, színésznő
- november 24. – Emir Kusturica boszniai szerb filmrendező, forgatókönyvíró
- december 7. – Jackie Chan, színész

## Halálozások
- január 18. – Sydney Greenstreet, színész
- február 12. – Dziga Vertov, filmrendező
- november 15. – Lionel Barrymore, színész
- december 8. – Gladys George, színésznő